# 10·26 사건
10·26 사건 또는 박정희 대통령 시해 사건(한국 한자: 朴正熙大統領弑害事件, 영어: Assassination of Park Chung Hee), 궁정동 사건(宮井洞 事件)은 1979년 10월 26일에 대한민국의 중앙정보부 부장 김재규가 박선호, 박흥주 및 안가 경비원들과 함께 박정희 대통령을 시해하고, 차지철 경호실장, 정인형 대통령 경호처장, 안재송 대통령 경호부처장, 김용섭 대통령 경호관, 김용태 대통령 경호실 차량운행계장 등을 살해한 사건이다.
1979년 10월 26일, 대통령 박정희는 삽교천 방조제 준공식과 KBS 당진 송신소 개소식에 참석한 후 같은 날 저녁에 궁정동 안가에서 경호실장 차지철, 비서실장 김계원, 중앙정보부장 김재규와 함께 연회를 열었다. 연회 중에 박정희는 김재규의 총격으로 가슴과 머리에 치명상을 입었고 곧 국군서울지구병원으로 이송되었으나 이송 중 사망하였다. 당시 박정희의 나이는 만 61세였다.
김재규는 사건 직후 자유민주화에 대한 열망으로 위헌적으로 국회를 해산시켰던 박정희 대통령을 정의의 이름으로 처단하였다고 주장하였으나, 권력 암투 과정에서 김재규가 차지철에 밀리는 상황이었고 이에 김재규가 충동적으로 일으킨 범행이라는 설, 또는 1972년 유신정권 또는 선포 직후부터 7년동안 장준하와 함께 쿠데타를 준비해 왔다는 설이 있으며, 박정희 정권의 핵개발 추진과 박동선의 코리아 게이트 사건 등으로 한미 관계가 악화되자 미국 정부가 김재규를 통해 박정희의 시해를 은밀히 조장했다는 견해 또한 존재한다.

## 사건의 배경

### 박정희의 정책
1970년 당시 한-미 관계의 측면에서 그리고 경제적 측면에서 베트남 파병을 통한 여러 가지 혜택을 누리던 한국 정부에게 닉슨 독트린을 통한 미군 철수의 가능성은 큰 충격으로 다가왔다.
1969년 7월 25일, 닉슨이 괌에서 동아시아 동맹국들의 미군비 부담감축 방침을 발표한 직후, 8월 21일 한국의 박정희 대통령은 샌프란시스코에 있던 닉슨 대통령을 직접 찾아가 정상회담을 갖는다. 이 회담에서 닉슨 대통령은 한국은 군사감축에서 예외가 될 것이며, 만약 주한미군의 감축 또는 철수 계획이 있을 경우 사전에 한국 정부에 그 일정을 알려주고 베트남에서의 평화협상에 대해서도 한국 정부와 긴밀히 협의하겠다고 약속한다. 그러나 닉슨 대통령은 한반도에 대한 정책을 재점검한 끝에 주한미군 1개 사단의 철군을 단행하게 된다.
박정희 대통령은 1970년 6월 15일자 서신을 통해 방위부담이 한국의 자원과 능력을 넘어서고 있다고 지적하면서, 주한미군 감군은 북한의 전면적인 남침으로 이어질 것이라며 이를 강하게 반대하였다. 그는 억지력의 약화를 방지하기 위해 한국군 강화가 선행되어야 함을 역설하고 있다. 박대통령은 방위산업 육성, 한국군 증원, 주한미군 중 해군과 공군 강화 필요성, 미국의 대한방위 의지를 강화시키는 외교적 보장 등에 관한 한미 협의가 필요함을 지적하였다.
한·미간의 이견이 지속되자 1970년 8월 철군협상을 마무리하기 위해 애그뉴 미 부통령이 서울을 방문하여 박대통령과 장시간 회담을 갖게 된다. 부통령의 한국 방문 브리핑 문건에는 박정희가 주한미군 감군 시기와 71년 봄 선거 기간이 일치한다는 점에 대해 불안해하고 있다고 적혀 있다. 또한 미국이 방위조약의 모든 의무를 지키되, 한국이 요구하고 있는 유사시 자동개입은 허락할 수 없음을 못 박고 있다.
1972년 7월 4일 박정희 정부는 중앙정보부장 이후락을 북한에 파견해 7.4 남북 공동 성명을 비밀리에 합의시키며 북한군 남침 위협을 막는 시간을 벌게 한다. 동시에 주한미군 철수를 강행하려는 미국 정부의 마음을 되돌리기 위한 노력을 지속하되, 실제로 미군이 철수했을 때를 대비하여 필사적으로 자주국방력을 대폭 증강시키기 시작한다. 대한민국의 핵무기 개발이 처음 시도된 것도 이 때이다.

### 정책의 비판
허나 김재규는 닉슨 독트린에 저항하는 박정희의 자주국방 정책에 대서 매우 회의적인 태도를 가지고 있었다. 10.26 암살사건 재판 뒤 항소이유보충서 기록에서 김재규는 대한민국의 자주국방 실현에 대해 "잠꼬대에 지나지 않는다"고 평가하며 박정희의 정책을 비판하였다.
| “ | 자주국방이 이상일는지는 몰라도 현실적으로는 잠꼬대에 지나지 않습니다. 서독 같은 나라도 집단안보를 강조하고 있는 터에 우리나라가 자주 국방을 내세우고 있다는 것은 발상 자체가 우스운 것입니다. | ” |

1979년 당시 김재규는 미국측과 긴밀한 교류를 유지하고 있었고, 글라이스틴 주한미국대사 또한 김재규를 통해 청와대 권력층을 접촉할 수 있었다. 또한 당시 CIA 한국지부장 로버트 브루스터는 김재규와 종종 골프를 즐기며 밀접한 관계를 유지했다고 밝혔다.
1979년 6월 26일 카터 전 대통령의 방한 때도 박정희 대통령은 대대적인 환영 인파를 조직하고 만찬을 여는 동시 미군 문제를 언급하지 말아 달라는 미국 측의 부탁에도 불구하고 45분간 미군 철수의 부당성을 연설했었다. 한편 김재규는 카터 전 대통령의 방한 한달 전부터 글라이스틴 주한미국대사와 CIA 서울지부장 로버트 브루스터와 자주 만나 미국인들 시각에서 본 한국 경제와 국내정치에 대한 의견을 들을 수 있었다.

### 파벌 싸움
박정희 체제 당시 청와대에서는 중앙정보부장 이후락, 청와대 경호실장 박종규, 보안사령관 김재규 같은 인물들을 축으로 하는 권세들이 존재했다. 김재규의 라이벌인 육군방첩대장 윤필용 또한 1965년 5월에는 원충연 쿠데타 모의를 적발하고, 1968년 1.21 사태때는 간첩을 잡는 공을 세워 수경사령관으로 진급, 대통령의 신임을 얻게되었고, 박정희는 이들 4명 측근을 적당히 경쟁시키고 서로 견제하게 하면서 권력을 관리했다.
팽팽한 파벌전 중 자존심이 강했던 김재규(육사 기수 2기)가 승승장구하던 후배 윤필용(육사 기수 8기)에게 공개적으로 망신을 당하는 사건이 터진다. 1971년 8월 윤필용은 김재규 파벌이었던 수경사 내의 보안부대가 자신의 전화를 도청하고 있음을 눈치채고 헌병대를 동원하여 수경사 영내의 보안대 사무실을 폐쇄하고 도청 테이프를 압수한다. 이후 김재규는 한 달 뒤 보안사령관에서 해임되어 강원도 최전방 산골에 있던 3군단장으로 좌천된 이후 군을 떠난다. 이 사건을 계기로 군부 내에서 윤필용의 위상은 더욱 높아졌으며, 몇년 뒤 1973년 그가 지원하던 전두환, 손영길, 김복동, 최성택, 등 하나회 핵심이던 육사 11기생들이 모두 장군으로 진급하며 윤 사령관은‘하나회의 대부’라는 별명을 가지게 된다. 그 뒤로도 김형욱 중앙정보부장, 강창성 보안사령관, 정승화 육군참모총장, 윤필용 사령관, 차지철 대통령경호실장, 서종철 국방부 장관의 파벌들은 지속적으로 대립하였다.
1972년 10월 유신 선언 이후에 파벌 싸움은 더욱 더 과열되었고, 청와대 비서실장 김정렴을 제외한 박정희 주변의 핵심 측근들이 지속적으로 교체가 되었다. 특히 1973년 ‘윤필용 모반사건’은 청와대 권력구도에 큰 변화를 준 사건이었다. 그 해 4월 이후락 당시 중앙정보부장과 술을 마시던 윤 사령관이 “박정희 대통령이 노쇠했으니 물러나시게 하고 후계자는 이후락 형님이 해야 한다”고 발언해 문제가 됐다. 이로 인해 윤 사령관은 육군 보통군법회의에서 8개 죄목으로 징역 15년형과 벌금 2,000만원, 추징금 590만원을 선고받았다. 이뿐만 아니라 손영길 준장 등 하나회 소속 장성 3명을 포함한 장교 13명이 횡령과 수뢰, 군무이탈 등의 혐의로 징역형을 받았고 ‘윤필용파’로 분류된 장교 31명이 강제 예편했다. 또 24명이 인사이동 지시를 받았고 160여 명이 감시대상으로 분류됐다. 민간인으로 윤 사령관과 가깝게 지내던 김연준 당시 한양대 총장 겸 대한일보 사장이 구속됐고 육사 11기와 친하게 지내던 이원조 제일은행 차장은 해직됐다.
| “ | 내가 보기에 윤필용 사건은 이후락 중정부장을 견제하려던 박종규(朴鐘圭) 경호실장이 윤 장군의 사석 발언을 침소봉대(針小棒大)하는 바람에 일어난 일이다. | ” |
|   | — 전 국가정보원장 이종찬 |   |

중앙정보부장 자리에서 물러나 있던 김형욱은 윤필용이 잡혀가자 바로 명예박사 학위를 받는다는 핑계로 대만으로 빠져나갔다가 미국으로 망명해버렸다. 이후락은 윤필용 사건으로 흔들린 입지를 만회하기 위해 김대중 납치 사건에 적극 나섰다가 교체되었다.
박정희 정권때 윤필용 사건 수사를 담당하며 불법 사조직 하나회를 적발했던 강창성은 1980년 전두환의 신군부에게 체포되어 고문 수사를 당하고 뇌물 수수 혐의로 징역살이를 하게 된다.
박정희의 경호실장이던 박종규는 1974년 조총련 멤버이자 김일성 추종자였던 문세광이 영부인을 저격한 사건의 책임을 지고 사임하며 그 후임자로 차지철이 들어왔고, 1971년 도청사건 이후 군을 떠나며 권세를 잃었던 김재규는 박 대통령의 배려로 호남비료 사장, 유정회 국회의원, 건설부장관을 역임하며 정치권을 떠돌다 1976년 코리아게이트 사건 이후 경질된 제7대 중앙정보부장 신직수의 뒤를 이어 같은해 12월에 제8대 중앙정보부장으로 임명되며 청와대 최측근 세력으로 복귀하게 된다.
박정희 대통령에게 생활의 균형을 잡게 한 건 육 여사였다. 그분이 세상을 뜨자 대통령은 생각과 행동의 균형에 금이 가기 시작했다. 분할하여 통치한다는 박 대통령의 ‘디바이드 앤 룰’(divide & rule)은 제대로 작동하지 않았다.

권력의 추는 2인자 행세를 하는 차지철 경호실장 쪽으로 쏠리고 있었다. 김재규 중앙정보부장은 대통령의 신임을 얻기 위해 안간힘을 썼다. 박 대통령은 차지철과 김재규에 둘러싸였다. 비서실장 김계원은 이들을 견제하지도 조정하지도 못했다. 차지철과 김재규의 충성경쟁은 언제 폭발할지 모르는 시한폭탄 같았다.
 — 김종필 증언록, 2015년 8월 3일 중앙일보
당시 김재규에 대한 장교들의 여론은 ‘자존심이 강하고 섬세하지 못해 정보업무를 다루기에 부족하며 즉흥적, 저돌적이고 공격적인 성격으로 차분하지 못하다’는 부정적 평가가 지배적이었다. 이미 김재규에게는 후배 윤필용의 부대를 어설프게 도청하려다 들켰던 사례가 있었고, 박정희도 당연히 이러한 여론을 인지했으나 주변에 인재가 없었다. 참고로 차지철 또한 김재규보다 8살 아래 후배이다. 1973년 윤필용 장군과 손영길 장군의 ‘쿠데타 모의 음모 사건’ 때문에 이후락 중정부장을 포함한 3명의 ‘충신’을 잃었고, 1974년에는 육영수 여사 피살사건으로 박종규 경호실장도 떠났다. 그리고 이 사건 당시 군내 우수 장교 30여 명과 중앙정보부에서 30여 명의 우수 인재를 정리했기 때문에 중정부장으로 등용할 사람도 마땅찮았다. 따라서 당시 핵심 정보를 다루는 사람들은 박 대통령이 부득이 김재규 건설부장관을 중앙정보부장에 임명한 것으로 봤다.

### 장준하의 쿠데타 기획
10월 유신으로 박정희에게 반감이 있던 김재규가 쿠데타를 7년간 준비해 왔으며 장준하의 '8월 거사' 계획에도 참여했었다는 설이 존재한다.
장준하의 '8월 거사'는 1975년 광복 30주년이 되는 8월 15일에 맞춰 박정희 대통령 또는 유신 정권을 제거하려는 계획이었으며 김대중, 함석헌, 홍남순 같은 여러 재야인사들 뿐만 아니라 군부 동조 세력까지 포함되었다고 전해진다. 실제로 2006년 의문사진상규명위원회가 진행한 조사 과정에서 1975년 7월 29일 김대중 전 대통령과 장준하가 재야세력을 규합해 어떠한 거사를 치를 것이라는 합의를 했던 사실이 밝혀진다. 조사 면담에서 김 전 대통령은 7월에 장준하와 밀담을 했던 것, 유신체제 반대운동을 벌이는데 합의를 했던 것은 인정하였으나 쿠데타나 대통령 암살 계획에 대해서는 언급하지 않았다.
장준하의 장남인 장호권은 일요신문과의 인터뷰에서 "선친은 당시 '거사'를 앞두고 재야인사 뿐만 아니라 군 장성급 인사들과도 집중적인 물밑 접촉을 가졌으며, 거기에는 김재규 부장도 물론 포함되어 있었다"고 밝혔다. 그는 "평소 선친은 김 부장을 '민주화 일을 같이 할 애국군인'이라고 평할 정도로 두 분은 의기투합하는 관계"였으며 “김 부장은 선친과 69년경 첫 대화를 가진 이후 자주 만나 뜻을 함께 해 왔고, 75년 8월 거사일 직전까지도 꾸준히 접촉할 정도로 함께 해왔기 때문에 김 부장의 거사 계획이 선친의 뜻과 일치하는 대목이 있다”고 회고했다.
이부영 전 통합민주당 최고위원 또한 김재규의 암살 동기가 단순한 '우발적 살인'이 아니라 옛부터 장준하와 교감했던 유신정권에 대한 반감에서 우러난 것이라고 주장한다.
| “ | 74년말 장준하 선생이 긴급조치 1호로 구속됐다가 병보석으로 풀려나 종로 화신 뒤에 있는 조광현 내과에 입원중이었다. 문안차 찾았더니 장선생은 군 출신 중 괜찮은 사람이 있는데 당시 건설부장관인 김재규씨라고 했다. 장선생이 국회 국방위원 시절 인제에 있는 3군단으로 국정감사를 나갔다가 군단장이던 김재규씨를 만났는데, 장선생의 철저한 감사를 보고 김재규씨가 감명을 받아 존경하는 사이가 됐다는 것이다. 그후 둘이 자주 만나 박대통령의 무리한 유신체제에 대해 서로 분노를 표시하는 등 깊은 교감을 가지고 있다고 했다. | ” |
|   | — 이부영 전 민주당 최고위원 |   |

이부영 최고위원의 이같은 주장은 문홍구 전 합참본부장의 증언을 통해 설득력 있게 뒷받침된다. 문씨는 유신 시대를 회고하면서 "박대통령이 70년대초 김재규 보안사령관을 시켜 장준하씨를 회유하려 했으나 김재규가 장준하에게 말려들었다"는 요지의 증언을 한 바 있다.
10.26 사건 이후 열린 군사재판에서 김재규 스스로 "72년 유신헌법을 보면서 이는 명백한 독재 헌법이다, 이 헌법을 타도해야겠다는 생각이 마음속에 움텄다"며 1972년 10월 유신 선포 이후 박 대통령 암살을 여러 차례 기도했다고 법정에서 진술하였다. 하지만 상황이 여의치 않아 모두 무위에 그쳤다는 것이 그의 주장이다. 공교롭게도 김재규가 처음 반정의 마음을 품었다는 시기와 도청사건 이후 좌천되어 군을 떠났던 시기가 일치한다. 또한 김재규는 74년 9월 18일 건설부장관 사령장을 받으러 갈 때 바지주머니에 권총을 갖고 갔고, 75년 1월 27일경 대통령의 건설부 초도순시 때도 태극기 밑에 권총을 숨기는 등 여러 차례 기회를 엿봤다고 주장한다. 우연히도 장준하의 '8월 거사' 준비 시기와 일치하는 대목이다.
허나 72년부터 유신헌법을 타도하려 했다는 김재규의 주장은 1978년 김종필 전 국무총리와 나누었던 대화 내용과는 사뭇 다르다. 2015년 8월 5일 <중앙일보>에 기제된 '김종필 증언록'에 의하면 1978년 2월 김재규는 김종필이 주거하던 서울 중구 청구동을 찾아가 "박정희 대통령을 종신 대통령으로 모시는 임무에 모든 기능과 자원을 집중하기로 하였다"고 전하며 달라진 중앙정보부의 기본 임무에 저촉되는 자는 단속 대상이 될 것이라고 경고한다. 이에 김종필이 "정보부의 기본 임무 변경이 박 대통령의 지시냐"고 물으니 김재규가 "그렇지 않습니다. 제가 발상한 겁니다" 라고 답하였다고 회고한다.

## 사건의 진행
1979년 10월 26일 박정희 대통령은 집무실에서 주요 업무보고와 결재를 마친 뒤 오전 10시 27분 경호실에서 준비해놓은 헬리콥터에 탑승하여 오전 11시 경 삽교천 방조제 준공식에 참석한 뒤 낮 12시 10분 다음 일정지이던 대북용 KBS 당진 송신소 보강공사 준공식에 도착한다.
개소행사가 끝난 오후 12시 45분 대통령 일행은 근처 도고호텔에서 가볍게 점심식사를 한 뒤 오후 1시 50분 다시 청와대 귀로에 오른다. 이동 도중에 박 대통령은 헬기 기장에게 "서울로 가기 전에 아산만 쪽으로 가서 현충사 상공을 한 바퀴 돌아주게"라고 청하였고, 대통령의 평소 생활을 잘 알고 있던 일행들은 별다른 거부감이 느껴지지 않는 자연스러운 지시라고 생각했다고 한다.
오후 2시 32분, 청와대에 도착한 박 대통령은 기분 좋게 손을 흔들며 2호기를 타고 먼저 도착해 대기 중이던 수행 비서관들의 영접을 받았다고 한다.
오후 4시 10분 경, 정보부 남산분청 본인 사무실에 있던 김재규 정보부장은 차지철 경호실장으로부터 오후 6시에 대통령을 모시고 서울 종로구 궁정동 청와대 부지 내에 있는 중앙정보부 소속의 안가(독립운동가 염동진의 아지트가 있던 자리이자 지금의 청운효자동 무궁화동산)에서 만찬이 있을 것이라는 전화 연락을 받는다.
차지철의 통보를 받은 직후 김재규는 수행비서관이던 박흥주 대령과 함께 남산의 부장실을 출발하여 20분 뒤에 궁정동의 정보부 안가에 도착한다. 김재규는 그곳에서 미리 기다리고 있던 박선호에게 귓속말로 무어라고 보고를 받은 뒤 박흥주와 윤병서 비서를 데리고 2층 부장 집무실로 올라간다. 2층으로 올라간 김재규는 사무실 금고에서 총을 꺼내 실탄을 장전하고 고장유무를 확인한 뒤 서가 뒤에 숨겨놓는다.
오후 4시 40분 경, 김재규는 1층 윤병서 의전비서의 방에 있던 박흥주에게 인터폰을 하여 정승화 총장과 김정섭 제2차장보에게 전화 연락을 지시한 뒤 (김정섭은 부재중이라 추후 연락하겠다고 전한다) 같은 장소에서 오후 6시 30분 저녁 약속을 잡으며 일부러 대통령과의 만찬 자리와 겹치게 한다. 1979년 12월 10일 <중앙일보> *기사에는 5시 30분 약속이었다고 기재되었지만 김재규의 다른 진술서들과 박흥주 대령의 진술까지 통틀어 비교한 결과 오후 6시 30분일 가능성이 더 높다.
오후 5시쯤 김재규는 비서들에게 라이터 주머니가 큰 양복 바지을 요구하였고, 20분 뒤 저녁 6시 30분에 올 손님들을 위해 식사 3인분을 준비해달라 주문한다. 박흥주 대령은 이날 오후 짬을 내어 양화점에 들려 검은색 구두를 사 가지고 돌아왔다.
5시 10분 즈음 도착한 대통령 비서실장 김계원과 김재규가 식당에 들어가기 전 사무실에서 만나 대화를 나눈다. 김계원은 신민당이 정운갑 대행체제가 출범하면 사태가 제대로 될 것이라고 언급했다고 전해진다. 김재규는 김계원 실장에게 '그 친구'를 해치우겠다고 언급했더니 김실장은 아무 말 없이 약간 긍정적인 표정을 지었다고 주장한다
저녁 6시 5분 즈음 도착한 박정희와 차지철이 궁정동 안가로 들어오고, 김계원과 김재규도 연회장이 있는 '나'동으로 들어갔다. 김재규는 총을 자신의 바지 주머니에 숨긴 채 박정희와 대면했다.
한편 중앙정보부 의전과장 박선호는 하루 전 섭외해둔 모델 신재순과 당일날 섭외한 가수 심수봉을 만찬 장소로 데려와 경호관 대기실에서 보안 서약서를 쓰게 했다. 신재순이 술을 못 마신다고 했더니 차지철이 '옆에 깡통을 갖다 놓을터이니 거기에 부어버려라'고 말해줘서 고마웠다고 한다.
그렇게 박정희는 김재규, 차지철, 김계원, 심수봉, 신재순과 함께 전통 한국식 만찬 교자상을 앞에 두고 앉아 술을 겸한 저녁 식사를 하였다.
이후 김재규는 궁정동 안가에 오자 마자 전화로 들어오라고 한 육군참모총장 정승화와 중앙정보부 제 2차장보 김정섭이 있는 '가'동으로 들어가 저녁 7시 10분경 그들에게 양해를 구했다. 김재규는 다시 연회장으로 갔고 문 앞에서 총 점검을 하는 순간 차지철이 나타났다. 김재규는 총을 바지 주머니에 집어넣었고, 차지철은 그냥 지나갔다. 차지철이 경호원 있는 주방으로 내려갔다가 연회장에 다시 들어온 시점에 심수봉이 노래를 부르고 있었다.
차지철이 들어오자 김재규가 나가 저녁 7시 30분에 중앙정보부장 수행비서 박흥주와 중앙정보부 의전과장 박선호를 불러 아래와 같이 말했다.
| “ | 박선호 너는 정인형(대통령 경호처장)과 안재송(대통령 경호부처장)을 처단하고, 박 대령(박흥주)은 경비원들과 함께 주방의 경호원을 모두 없애라. 이것은 혁명이다! | ” |

다시 돌아온 시간이 저녁 7시 38분이었다. 심수봉 노래가 끝나고, 신재순이 노래를 부르는 중이었다.

### 오후 2시 밀담
1979년 10월 26일(사건 당일) 오후 2시경 김재규가 대통령을 시해하기 앞서 글라이스틴 주한 미국 대사를 먼저 만났었다는 사실이 뒤늦게 드러났다. 김재규와의 마지막 대화가 1979년 9월 26일이라고 공식적으로 밝혀왔던 글라이스틴 대사의 주장이 거짓으로 밝혀진 것이다. 박 대통령이 암살되는 당일날 글라이스틴 대사가 김재규를 무슨 이유로 만났는지, 무슨 대화를 했는지는 알 수 없다.

### 엇갈리는 증언들
2021년 11월 25일 대한민국 행정안전부 대통령기록관은 총 25,000여건의 역대 대통령 11명의 원문 기록지들을 공개하기로 결정한다. 다음날인 26일부터 공개된 기록물들 중에는 그동안 일반에 공개되지 않았던 문건, 영상 등으로 국민적 관심과 학술적 가치가 높은 원문부터 우선시되며, 여기에는 1979년 10월 26일 박정희 대통령의 하루 일지 또한 포함되어 있다. 과거 김계원 비서실장의 증언들 중 청와대의 공식 의전일지 기록과 불일치하는 내용들이 발견되며 흥미로움을 자아내고 있다.
김계원 비서실장의 증언에 따르면 오전 회의 이후 중앙정보부장 김재규가 박정희 대통령과 함께 삽교천 방조제 준공식을 가기 위해 당시 '권력의 제 2인자'라고 불리던 대통령 경호실장 차지철에게 전화를 걸어 헬기에 동승할 수 있는지를 물어보았다고 증언한다. 그에 의하면 이때 차지철이 대통령이 탄 헬기에는 자리가 없다고 김재규의 헬기 동승을 거절하며 2호기를 타라고 하였고, 기분이 상한 김재규가 삽교천 방조제 준공식장은 건너뛰고 박 대통령의 다음 순방 일정지이던 대북용 KBS 당진송신소 보강공사 준공식까지 승용차로 직접 현장에 내려가 뒤늦게 합류한다고 전했다.
허나 김재규와 박흥주의 증언들에서는 애초 아침 헬리콥터 갈등에 대한 언급이 없었으며, 김재규가 당진송신소 준공식까지 승용차로 가서 대통령 일행과 합류했다는 내용 또한 존재하지 않는다. 김부장과 박대령의 진술서 둘 다 김재규가 남산 정보부장 사무실에서 집무를 보다가 차지철의 전화를 받고 궁정동으로 출발했다고 증언만 할 뿐이다. 또한 김재규가 당진송신소 준공식에 나타났다는 김계원의 증언은 행사 전날인 10월 25일, 돌연 경호실로부터 연락이 와서 “대통령은 예정대로 참석하지만 정보부장이 빠지게 되었으니 방송사 측도 참석인원을 줄이라는 통보”가 왔으며, "김 부장이 당진송신소 행사에 참석하기 위해 온갖 준비를 다 해놓고 있었는데 갑자기 “참석하지 말고 부마사태에 대비하라”는 연락을 받자 책상을 내리치며 분개했다는 것이다"라고 증언했던 최서영 전 코리아헤럴드 사장의 회고와 정면으로 부딛히는 주장이다.--
여기에다 김계원 비서실장이 대통령 암살을 막기 위해 자신이 김재규의 PPK 권총을 손으로 쳐내며 고장을 내었다는 그의 주장 또한 다른 사건 증인들의 증언조서에서 언급되지 않는 등 엉뚱한 내용들이 상당히 많이 발견되고 있다.
사건 이후 제출된 김재규의 항소이유보충서에 따르면 연회장에서의 대화 중 정치와 경제적인 문제로 말미암아 벌어지는 민중의 대규모 소요에 자신이 적절히 대처하지 못했다는 이유로 박 대통령에게 질타당했다고 주장한다. 신재순 또한 최초 진술조서에서는 차지철 실장이 김재규 부장을 자극하고 약을 올리듯 막말을 했었다고 증언하였다. 김재규는 박정희 대통령이 버럭 화를 내며 "앞으로 부산 같은 사태가 생기면 이제는 내가 직접 발포명령을 내리겠다"고 역정을 내었으며, 이에 차지철이 "캄보디아에서는 300만 명을 죽이고도 까딱 없었는데 우리도 데모대원 100만-200만 명 정도 죽인다고 까딱 있겠습니까"라고 호응을 하였다고 주장한다.
다른 자료에 의하면 평소 신민당과 학생 시위, 노동자 파업을 더 확실하게 탄압해야 한다고 주장했던 차지철이 연회 자리에서 중앙정보부의 지나치게 온건한 대응 탓에 혼란이 더욱 확산됐다고 "반항하는 자들은 모두 탱크로 눌러버려야 한다"는 발언을 했고, 이에 박정희가 동의하며 4.19 혁명은 곽영주가 임의로 발포했기 때문에 문제가 발생했지만 이번에는 발포권자인 본인이 국가원수이기 때문에 아무 문제될게 없다고 답변했다고 주장한다.
허나 훗날 신재순과 심수봉은 1979년 11월 6일 당시 전두환이 계엄사 합수부 본부장 자격으로 발표한 내용 중 연회자리에서 누군가가 큰 소리로 화를 내거나 차지철과 김재규 사이 심한 의견 충돌이 있었다는 내용은 완전한 창작이라고 비판하며 처음부터 합동수사본부 측에서 자신들에게 거짓 진술을 강요했다고 주장한다.
심수봉은 차지철과 김재규가 언성을 높이며 말다툼을 했다거나, 연회자리에서 박정희가 화를 내며 학생 시위를 더 확실하게 탄압하라는 요구를 했다던지 김영삼을 구속기소 하라는 대화는 없었으며, 연회석에 들어갔던 때에 분위기는 좋았고 연회실과 가까웠던 경호관 대기실의 경호원들도 긴장이 풀린 상태였다고 밝히며 1979년 기록된 자신의 진술조서 내용들 중 일부를 번복한다.
그의 증언에 의하면 김재규가 연회자리에서 차지철과 박정희 대통령에게 반론을 제기하며 말다툼을 벌였다는 내용은 합동수사본부와 언론이 과도하게 김재규의 증언만을 정설로 받아들이면서 생성된 왜곡된 내용들이며, 합수부 조사과정에서 신재순씨와 함께 그 내용이 틀렸다는 사실을 몇 차례 지적 했지만 결국 받아들여지지 않았다고 주장한다.

## 사건의 순간
1979년 10월 26일 저녁 7시 41분, 신재순이 심수봉의 반주에 맞춰 '사랑해 당신을'이라는 노래를 부르던 중 밖에서 돌아온 김재규가 자리에 앉자마자 '건방져' 라는 고함과 함께 발터 PPK를 꺼내 두발을 쏘았다. 첫발은 차지철의 오른쪽 손목에 맞았으며 두번째는 박정희의 가슴에 맞았다. 
김재규가 일어서며 다시 한번 방아쇠를 당겼으나 총이 격발 불량을 일으키며 고장이 나자 급하게 방 밖으로 나가버린다. 차지철은 '저사람 왜 저래'하며 손에서 피를 흘리며 화장실쪽으로 나갔고 그 순간 방안 조명이 모두 꺼졌다. 신재순은 박 대통령에게 괜찮냐고 재차 확인했고 박정희는 괜찮다고 똑똑히 대답하였다.
한편 처음 총소리가 들리는 순간 중앙정보부 의전과장 박선호는 대기실에서 대통령 경호부처장 안재송과 대통령 경호처장 정인형을 차례로 쏘아 죽였고, 중앙정보부장 수행비서 박흥주 역시 경비원과 같이 주방에 있던 경호원을 죽였다. 김재규는 연회장을 빠져나가 1층 로비로 가서 두리번거리고 있을 때 박선호가 나타나 김재규의 고장난 발터를  스미스 앤 웨슨 M36 치프 스페셜 리볼버와 맞바꿔주고 주변 탐색을 계속 하였다.
차지철이 화장실에서 돌아와 박 대통령의 안부를 묻자 그때도 박정희는 괜찮다고 또박또박 대꾸하였다. 차지철이 경호원을 부르려고 다시 나가자마자 박정희의 상체가 쓰러졌고 심수봉이 쓰러진 대통령을 부축하려 하자 크르륵 하며 가래끓는 소리를 내며 더 이상 대답이 없었다.
갑자기 방의 불이 켜지고 차실장이 뒷걸음질을 치며 연회장 방 안으로 들어왔고, 그의 바로 코앞에는 김부장이 권총을 겨누고 있었다. 차지철은 방 한쪽에 놓여있던 가구를 집어들고 김재규에게 돌진했고 김재규는 뒤로 물러서면서 연달아 총을 쏘았다 (약 4발). 차지철은 폐와 복부에 총알이 박히며 퉁기듯 뒤로 나자빠졌다.
차지철을 쓰러뜨린 김재규는 식탁을 왼쪽으로 돌아 다가와 신재순의 무릎에 있던 박정희 후두부에 총을 대고 50cm 거리에서 방아쇠를 당겼다. 오른쪽 귀 윗부분에서 들어간 총알은 지주막을 꿰뚫고서 박정희의 왼쪽 콧잔등 밑에 박혔다. 머리 총상은 치명상이었다. 이어 박대통령을 부축하던 심수봉을 향해서도 총을 겨누었으나 총알이 떨어져 쏠 수 없었고 심수봉과 신재순은 제각기 다른 방으로 도망쳤다.
대통령 비서실장 김계원은 연회장의 대기실에서 사건을 지켜봤다. 연회가 열린 '나'동이 아닌 '가'동에 있던 육군참모총장 정승화와 중앙정보부 제 2차장보 김정섭도 20여 발의 총소리를 듣고 의아하게 여겼다.
방밖 복도로 나오니 벽을 향해 등을 보이고 있는 김계원 비서실장이 눈에 들어왔다. 또 얼마가 지났을까. 『각하 괜찮으십니까? 각하,괜찮으세요?』 비서실장의 목소리였다. 바로 옆방에 선듯 똑똑하게 들렸다. 어이가 없었다. 그는 첫번째 총소리가 울리자마자 도망치듯 방 밖으로 빠져나간 사람이었다. 그건 연극이었다. 역겨웠다.
 — 심수봉, <사랑밖엔 난 몰라>, 1994년 문예당 출판
몇시간 뒤 심수봉과 다시 재회한 신재순은 자신이 화장실에 숨어 있었으며 차실장이 살아있길래 남효주와 같이 부축하려다 심수봉이 있는 방으로 보내졌다고 하였다. 공포에 질려있던 심수봉과는 달리 신재순은 '누구누구와 짠 모양이다', '누구누구가 사이가 좋지 않아 사건이 터졌다'며 그 상황에 대해 나름대로 상상력을 펼치며 대화를 걸었다고 한다. 두 여성이 이야기를 하는 동안 밖에서는 총소리가 연속적으로 들리며(약 7발) 확인사실이 진행되고 있었다.
약 20분 뒤인 10시 30분 경 남효주와 박선호가 나타나 둘을 별채로 안내한 뒤 20만원씩 건네주며 그날 있었던 일들을 비밀로 하고 연락이 있을 때까지 기다리라고 지시한 뒤 일이 잘되면 상이 있을 것이라고 전한 뒤 남효주가 내자호텔까지 차로 태워다 주었다. 김재규는 정승화와 김정섭과 함께 육군본부로 향한다.
당시 정부의 공식 입장과 뉴스에서는 김계원이 박정희를 국군서울지구병원으로 싣고 가서 박정희를 살리고자 노력하였다고 알려져 왔지만, 2016년 재미언론인 안치용의 기고에서 공개된 미국무부 해제 비밀문서들을 조사해 보면 다른 내용이 나온다.
1979년 10월 27일 글라이스틴 주한미국대사가 국무부장관에게 보고한 'SE16336'전문에 따르면 '부상을 당하지 않은 김계원은 박대통령을 대통령 전용차에 태워 (만찬장의) 7시 55분 근처에 있는 미국의사가 운영하는 병원으로 옮겨졌다 (A nearby hospital run by an American doctor). 반면 국군서울지구병원에 근무하던 청와대 의무실장 김병수가 박정희의 총상 입은 사체를 보게 된 것은 처음 김재규가 권총을 발포 한 뒤 2시간이 지나서였다. 며칠 뒤 김병수는 서빙고 분실에서 취조당하던 김재규의 건강을 검진해준다.
김계원은 청와대로 들어와 최규하 국무총리에게 박정희의 저격범은 김재규라고 말했고, 최규하와 함께 육군본부로 가서 정승화와 노재현 국방부 장관을 만나 거듭 범인은 김재규라고 말했다.
박선호의 명령을 받은 경비과장 이기주는 경비원 김태원을 시켜 쓰러져 있는 사람 모두를 확인 사살하였고 이미 절명직전인 차지철 역시 확인 사살하였다.

## 김재규의 체포와 사형 집행

재판 중인 김재규

육군참모총장 정승화는 육군본부 헌병감 김진기에게 김재규 체포 명령을 내렸고, 10월 27일 오전 0시 40분경에 김진기가 김재규를 체포하자, 정승화는 보안사령관 전두환을 불러 헌병감 김진기 준장에게 김재규를 인계받아 철저히 조사하라고 지시하였다. 김재규는 1980년 군법회의에서 내란목적살인, 내란수괴미수, 내란중요임무종사미수, 증거은닉, 살인 등이라는 죄목으로 사형 선고를 받았고 1980년 5월 24일에 박선호, 유성옥, 이기주, 김태원과 함께 서울구치소(1987년 이후 의왕으로 이전되어 지금의 서대문 형무소 역사관 자리)에서 형장의 이슬로 사라졌다. 박흥주는 신분이 현역 군인인 관계로 1980년 3월 6일에 총살형에 처해졌다.
변호사의 도움을 받으면 가족들을 가만히 두지 않겠다는 사건 조사관들의 위협 때문에, 1심 도중에 김재규는 변호사 선임을 거부하여 국선 변호사가 선임되고 변호사 없이 재판을 진행하게 된다. 피고인 김재규에 대하여 1, 2심에서 신속하게 사형선고가 이루어졌지만 대법원 형사3부에서 내란목적 인정 여부를 두고 합의를 이루지 못하였고 결국 전원합의체에서 판단을 하여 사건 발생 후 207일 만인 1980년 5월 20일에 열린 선고공판에서 이영섭 재판장은 김재규 피고인 등 7명에 대해 내란목적을 인정하지 않아 원심판결의 파기를 주장하는 소수의견(민문기, 양병호, 임항준, 김윤행, 정태원, 서윤홍 등 6인)보다 "유신헌법 자체가 주권을 찬탈한 불법적인 범법이거나 민주국가의 정치적 기본조직을 파괴한 것에 해당되어 그 자체가 내란상태라는 주장은 독단에 지나지 않으며 피고인들의 행위는 내란죄의 성립요건인 폭동에 해당된다. 저항권은 실정법에 근거가 없으므로 법관은 이를 재판규범으로 원용할 수 없다"는 다수의견(이영섭, 주재황, 한환진, 안병수, 이일규, 나길조, 김영철, 유태흥 등 8인)을 받아들여 상고기각을 결정했다.

## 김재규의 변론
1심 최후 변론에서 김재규는 다음과 같이 주장했다.
| “ | 저의 10월 26일 혁명의 목적을 말씀드리자면 다섯 가지입니다. 첫 번째가 자유민주주의를 회복하는 것이요, 두 번째는 이 나라 국민들의 보다 많은 희생을 막는 것입니다. 또 세 번째는 우리 나라를 적화로부터 방지하는 것입니다. 네 번째는 혈맹의 우방인 미국과의 관계가 건국이래 가장 나쁜 상태이므로 이 관계를 완전히 회복해서 돈독한 관계를 가지고 국방을 위시해서 외교 경제까지 보다 적극적인 협력을 통해서 국익을 도모하자는 데 있었던 것입니다. 마지막 다섯 번째로 국제적으로 우리가 독재 국가로서 나쁜 이미지를 갖고 있습니다. 이것을 씻고 이 나라 국민과 국가가 국제 사회에서 명예를 회복하는 것입니다. 이 다섯 가지가 저의 혁명의 목적이었습니다. | ” |

김재규는 ‘내가 (거사를) 안 하면 틀림없이 부마 민주 항쟁이 5대 도시로 확대돼서 4·19보다 더 큰 사태가 일어날 것이다’고 판단했다. 이승만은 물러날 줄 알았지만 박정희는 절대 물러날 성격이 아니라는 판단을 했다. 김재규에 의하면 차지철은 ‘캄보디아에서 300만 명을 죽였는데 우리가 100만~200만 명 못 죽이겠느냐’고 했다고 한다. 또한 김재규에 의하면 차지철은 그런 참모가 옆에 있고 박정희도 ‘옛날 곽영주가 죽은 건 자기가 발포 명령을 내렸기 때문인데 내가 직접 발포 명령을 내리면 나를 총살시킬 사람이 누가 있느냐’고 말했다고 한다. 이어 김재규는 더 큰 희생을 막기 위해서 암살했다고 주장했다.

### 암살 후 집권계획
피의자 신문조서 내용 중 대통령만을 제거하고 현장에서 자살하거나 외국으로 망명할 수도 있지 않았냐는 질문에 김재규는 "본인이 살아남아야만 대통령 제거 이후의 혼란된 정국의 주도권을 잡아 뒷설거지를 하고 본인의 구상대로 통치를 할 수 있기 때문"이라고 밝힌다.
같은 조사에서 대통령 시해 후 주도권을 장악할 적임자는 누구라고 생각했냐는 질문에 "적임자는 우선 본인뿐이라고 생각"하였으며, "사태를 수습한 후에 새 헌법에 의한 선거를 실시하려고 한 바 대통령 출마후보자는 일응 최규하 국무총리나 태완선 유정회 의장 등을 꼽을 수 있고 본인도 상황에 따라서 출마여부를 결정하려고 하였다"고 기록된다.

## 미국 배후설
미국정부의 비밀전문들이 부분공개 되면서 10·26 사태 며칠 전 김재규가 로버트 브루스터 CIA 한국지부장을 면담했다는 사실이 밝혀지며 미국이 박정희의 죽음에 개입했다는 의혹이 제기됐다.. 재미언론인 안치용이 추가로 발견한 비밀문서에서 글라이스틴 대사가 10.26 사건 당일날 김재규를 만났던 사실을 숨겨왔었다는 것이 밝혀지며 논란은 더욱 거세지고 있다.  논란 이후 미 정부는 해당 문서들을 다시 비공개 처리하였다.
김재규는 군사재판에서 사상 최악에 이른 한미관계의 개선을 자신의 거사의 한 이유로 들었지만 미국의 직접적인 개입은 부정했다. 주한미국대사 글라이스틴은 김재규의 한미 관계 발언을 '쓰레기 같은 소리'라면서 신경질적인 반응을 보였다.
한편 김재규는 재판 도중 '내 뒤에는 미국이 있다'는 발언을 했었다. 또한 조사 과정에서 '혹시 미국 측에서 무슨 연락이 없느냐'고 수사관에게 거듭 물었다고 한다.

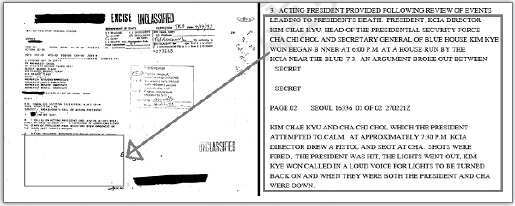
삭제된 최규하-글라이스틴 면담전문

정권을 장악한 직후 전두환이 미국측과 만나 모종의 묵계를 체결했다는 의혹 또한 존재한다. 1993년 말 미국이 공개 때 삭제했던 비밀문서 전문 11항에는 "전두환은 '미국이 미국통제하에 있는 정승화를 시켜서 나를 체포하려 함으로서 나를 힘든 입장에 처하게 한 사실을 발견했다'고 경고했다. 또 '미국이 박대통령 시해사건에 연관돼 있으며 김재규의 형량을 낮추려 한다는 소문이 끊임없이 나돌고 있으며 전씨 자신이 이 같은 소문을 진정시키기 위해 힘든 나날을 보내고 있다'고 말했다"는 부분이다.

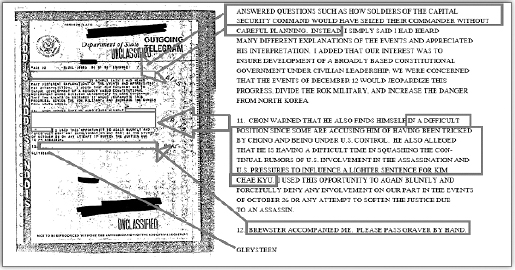
삭제된 전두환-글라이스틴 면담전문

기밀해제된 미 대사관 문서에 따르면 당시 비상계엄을 주도한 한국 군부세력에 대해서는 "전두환이 중심적(central) 역할을 하는 것으로 짐작된다"고 분석하는 반면, 최규하 대통령에 대해서는 "A helpless president"(무력한 대통령)이라는 표현을 썼던 것이 확인된다. 같은 문서에서 "전두환이 당시 상당히 중요한 리드를 하는 것 같은데 결정적 역할을 한 것 같지는 않다고 봤다"는 대목에 관하여 5.18 진상조사위원회에서는 "한국에 전두환 개인뿐 아니라 전두환을 중심으로 한 집단적인 쿠데타 세력이 존재한다고 판단했던 것" 이라고 설명한다.
또한 삭제된 비밀문서 맨 마지막 12항에는 '브루스터가 동석했다'는 내용이 존재한다. 이날 만남은 글라이스틴 주한미국대사와 로버트 브루스터 CIA 한국지부장, 전두환, 그리고 이름이 밝혀지지 않은 통역자가 배석한 것이다.

## 미국의 대응
한미연합사령부 부사령관 류병현 장군은 10월 26일 자정 무렵에 주한 미국 대사 윌리엄 글라이스틴 주니어를 찾아와 "박 대통령에게 사고가 발생했다"고 보고했다. 당시 류병현 역시 사태 파악이 안 된 상태였으므로 더 이상의 설명은 불가능했다. 글라이스틴은 통신보안이 철저한 전화선을 이용하기 위해 미국 대사관으로 달려가 워싱턴에 있는 브레진스키(영어: Zbigniew Brzezinski)와 국무부에 이 사실을 알렸다.
1979년 11월 초 미국하원에서 박정희 암살에 관한 청문회를 가져야 한다는 주장이 제기되자, 글라이스틴은 이를 막아야 한다며 11월 8일 국무부에 다음과 같은 전문을 보냈다.
| “ | 나는 청문회가 미국이 박정희 죽음을 공모했다는 의혹을 건드릴 게 분명하다고 생각한다..... 우리는 이를 공모한 적이 없으며 박 대통령을 비판했을 때도 그의 정부와 안보, 경제 등의 문제에 대한 협력을 지속하겠다는 신호를 함께 보냈다. 그럼에도 불구하고 이를 청문회에서 얘기하게 되면 우리가 박 대통령의 죽음에 관여했다는 의혹을 더 증폭시키지 않을까 우려된다. 우리는 최선을 다해 공개적 이슈가 되는 것을 막아야 한다. | ” |

## 사건의 여파
- 대통령 박정희가 피살되어 당시 국무총리이던 최규하는 대통령 권한대행으로 취임하고, 헌법에 규정되어 있기에 대통령의 국장을 마무리한 이후 제10대 대통령선거를 1979년 12월 6일 실시한다.[67]

- 12월 12일 집무집행정치 가처분 신청이 취하되며 김영삼 신민당 총재는 법적 지위가 원상회복된다.[68]

- 대통령이 후송된 국군수도병원은 보안사를 통하여 출입하도록 되어 있어서, 전두환 소장의 보안사는 대통령 사망 2시간이 경과한 시점에서 제일 먼저 대통령의 사망 사실을 병원장을 통해서 인지한 정보 기관이 된다.[69] 전두환은 10·26 사건 수사를 하기 위해 설치된 합동수사본부장에 오르면서 두각을 나타내기 시작했다. 그후 군부 내 파벌 갈등으로 인해[출처 필요] 전두환을 중심으로 하는 신군부 세력이 12·12 사태를 일으켜 정승화를 신속히 체포하고 군부를 장악했다. 신군부 세력은 국회의사당 폐지로 민주화 여론을 탄압하고 5.17 쿠데타를 일으켜 계엄군이 5·18 광주 민주화 운동을 공식으로 진압하고 정권을 장악했다.

- 10·26 사건 목격자 가수 심수봉은 1980년 가수 활동을 금지당하다가 1984년 복귀하였고, 사건 목격자 모델 신재순은 미국으로 이민간 후 작은 식당을 운영하고 있다.

## 처벌
박흥주 대령의 경우는 그 신분이 현역 군인이었던 관계로 군사재판이 단심으로 끝나 다른 가담자들보다 일찍 육군 교도소 내에서 총살형이 집행되었다.
재판관할과 재판 독립성 등 절차의 위법, 검찰신문조서 등은 임의성이 없음에도 이를 인정한 위법, 국헌문란목적 여부에 대한 심리미진, 살인죄의 공동정범 인정에 대한 법리오해, 범행중지 미수를 장애 미수로 다룬 점, 저항권 행사로 정당방위나 긴급피난에 해당되어 위법성 조각, 일부 피고인은 강요된 것으로 기대 가능성이 없어 책임 조각사유에 해당되고 양형부당을 상고이유로 제시한 상고심 사건이 대법원 형사3부(재판장 안병수 주심 유태흥 배석 양병호 서윤홍)에 배당되었으나 합의에 따라서 1980년 4월 10일 전원합의체(재판장 이영섭)에 넘겨져 4월 24일과 4월 28일에 합의를 하고선 1980년 5월 20일 상고심 선고공판을 열고 "내란죄는 목적범으로서 목적범 일반에 관한 원칙이 적용되며 그 목적은 엄격한 증명사항에 속하고 직접적인 임을 요하나 결과발생의 희망, 의욕 임을 필요로 한다고는 볼 수 없고 또 확정적 인식 임을 요하지 아니하며 다만 미필적 인식이 있으면 충분하다"고 하면서,
- 김재규(중앙정보부장) - 내란목적 살인죄와 내란수괴 미수, 내란중요임무종사미수죄 등을 적용해 사형을 선고한 육군본부 계엄고등군법회의가 선고한 원심을 확정하고 1980년 5월 24일 교수형
- 김계원(대통령 비서실장) - 살인죄 무기징역
- 박흥주(중앙정보부장 수행비서, 육군 대령, 중위 시절 김재규의 전속부관) - 1980년 3월 6일 총살형
- 박선호(중앙정보부 의전과장이자 중학교 시절 김재규의 제자) - 1980년 5월 24일 교수형
- 유성옥 - 중앙정보부 궁정동 안전가옥 운전기사 - 1980년 5월 24일 교수형
- 이기주(궁정동 안전가옥 경비과장) - 1980년 5월 24일 교수형
- 김태원(궁정동 안전가옥 경비원) - 1980년 5월 24일 교수형
- 유석술(궁정동 안전가옥 경비원) - 증거 은닉죄 징역형 3년[71]
- 서영준(궁정동 안전가옥 경비원) - 징역형

"자유민주주의 회복을 위해 자유민주주의를 가로막는 유신 정권의 희생은 피할 수 없었다"고 주장하는 피고인 김재규의 주장과 재판기록을 검토하여 대법원 판사 6명이 "내란목적 살인을 인정할 수 없다"는 소수의견을 제시했지만 상고기각이 있은 이후 5명이 신군부의 압력에 사표를 제출했고 사표 제출을 거부한 정태원은 강제 해임되었다 이후 선임자였던 양병호가 1993년에 시사 주간지와의 인터뷰를 통해서 10·26 사건에 대해 "민주주의 회복을 위해 저격할 수밖에 없었다는 주장을 뒤집을 증거는 발견되지 않았다."고 평가했다.

## 평가

### 긍정적 평가
김재규 피의자의 구명 위원회에서는 대표적인 종교, 민주화 인사 수백명이 구명 운동을 벌인다. 재야단체에서는 정치범을 너무 시정잡배, 단순 살인범으로 다룬다고 강하게 문제를 제기한다.
- 원로: 윤보선, 함석헌
- 가톨릭: 지학순, 김승훈, 함세웅, 김택암, 신현봉
- 개신교: 문익환, 김정준, 박형규, 강희남, 안병주
- 언론계: 천관우, 송건호, 임재경, 이병주, 정태기
- 문단: 고은, 박태순, 양성우, 김병걸, 이호철
- 학계: 김동길, 이문영, 백낙천, 이영희, 박천재
- 여성: 공덕귀, 김옥실, 박영숙, 박순길, 조정하

이회창 전 국무총리는 10·26 사건 대법원 판결에서 내란이 아니라는 소수 의견을 낸 대법관 여섯 명이 신군부에 의해 강제로 사직 당한 것은 사법부 역사의 오욕이라고 본인은 여겨왔다고 하였다.
김삼웅 대한매일 전 주필은 그의 글에서 3ㆍ1운동 제61주년을 맞아 3월 2일 미국 뉴욕의 후라성 한인교회에서 교민들이 한국 정부에 6개항을 요구하는 성명을 발표했으며, 같은 시기에 미국에서는 다수의 한인 학자, 종교인, 저명한 미국인들이 참여한 '김재규 부장과 관련자 구명위원회'를 결성하여 처형을 반대하는 내용의 대통령에 보내는 〈구명을 위한 청원〉을 발표했다고 한다. 김 전 주필의 글에서 33명 서명자 명단에는 안중식 (목사), 에드 베이커 (하바드대학 법과대학 극동법률연구소), 모린 R 버만 (인권국제연맹 사무총장), 레오 베리 (신부), 폐기 빌링 (북미 한국인권문제특위 의장), 로렌스 Y 브롤드 (신부), 윌리엄 J 버틀러 (국제법조협회 미국연합회장), 차상달 (민권운동가), 조순승 (교수), 최성일 (교수), J 코헨 (하버드대 교수), 아드라이 W 드윈 (변호사, 뉴욕변호사회 전 회장), 버나드 J 후라나겐 (위체스터 주교), 토마스 J 컴블론 (디트로이트 보좌 주교), 티모티 J 해링톤 (위체스터 보좌 주교), 패리스 하비 (목사), 그레고리 핸더슨 (전 미 국무성 한국과장), 권병철 (교수), 이상철 (교수), 김순경 (교수), 벤자민 H 민 (교수), U. T. Kim (교수), 스티븐 페돈 (신부), 김철순 (목사), 유기천 (전 서울대 총장), 김상돈 (전 국회의원, 서울시장), 임관하 (교수), 이정식 (교수), 도날드 레이노드 (미국무성 전 한국과장), 이재현 (교수), 윌리암 위플러 (미국교회협의회 해외인권 국장), 이재진 (교수), 윤종근 (교수)이 있다.
김재규혁명기념사업회 김성태 회장은 “의사 김재규 10.26 의거는 한국판 킬링필드를 막았던 거사였으며, 부마항쟁을 기억하는 세대는 의사 김재규 민주화 회복을 기념할 것”이라고 말했다.
함세웅 신부는 "나는 김재규 부장의 결행 때문에 내가 감옥에서 풀려날 수가 있었습니다. 난 그분께 역사적 빚을 지고 있다고 늘 생각합니다."라고 이 사건을 논했다.

### 부정적 평가
언론 검열을 받기 전에 재작 중이던 어느 신문 지면에서는 "확신범이어서 사형은 부적절하다."는 김재규의 변론 유지의 첫 대목이 있었는데 신군부 검열에서 통째로 보도가 금지된다.

## 사건 관련자 명단

### 사건 현장에 있던 사람들
- 박정희 - 대한민국 대통령, 중앙정보부장 김재규에게 총을 맞아 시해당함.
- 차지철 - 대통령 경호실장, 중앙정보부장 김재규에게 총을 맞고, 중정 안가 경비원 김태원에게 확인 사살당함.
- 김재규 - 중앙정보부장, 대통령 박정희와 대통령 경호실장 차지철을 궁정동 안가 연회장에서 사살함.
- 김계원 - 대통령 비서실장, 사건 목격자.
- 심수봉 - 가수, 사건 목격자.
- 신재순 - 모델, 사건 목격자.[77]

### 사망자
- 박정희 - 대한민국 대통령, 중앙정보부장 김재규에게 가슴과 머리를 권총에 맞고 시해당함.
- 차지철 - 대통령 경호실장, 중앙정보부장 김재규에게 팔과 배를 맞고 안가 경비원 김태원에게 확인 사살당함.
- 정인형 - 대통령 경호처장, 중앙정보부 의전과장 박선호에게 가슴을 권총에 맞고 살해당함.
- 안재송 - 대통령 경호부처장, 중앙정보부 의전과장 박선호에게 가슴을 권총에 맞고 살해당함.
- 김용섭 - 대통령 경호관, 별관 식당에서 중앙정보부 수행비서 박흥주와 안가 경비원들에 의해 사살당함.
- 김용태 - 대통령 경호실 차량운행계장, 별관 식당에서 중앙정보부 수행비서 박흥주와 안가 경비원들에 의해 사살당함.

### 생존자
- 김계원 대통령 비서실장
- 박상범 대통령 경호실 수행계장
- 심수봉
- 신재순

### 사건 처리자들
- 정승화 - 육군참모총장, 육군 대장, 박정희 유고 후 계엄 사령관
- 최규하 - 국무총리, 박정희 유고 후 비상 국무회의 주관
- 김정섭 - 중앙정보부 제 2차장보
- 전두환 - 국군보안사령관 겸 합동수사본부장, 10·26 사건 수사 지휘자
- 윌리엄 글라이스틴 주니어 - 제12대 주한 미국 대사 (1978년 7월 ~ 1981년 6월)

## 사건 관련 작품
- 2005년 영화 《그때 그사람들》은 10·26 사건을 재구성한 임상수 감독의 영화다.
- MBC 특별기획 수목드라마 《제4공화국》(1995~1996)과 MBC 특별기획 주말드라마《제5공화국》(2005)에서는 10·26 사건을 그리고 있다.
- 《무궁화 꽃이 피었습니다》의 저자 김진명은 이 설을 전체 스토리의 뼈대로 잡고 《한반도》라는 장편 소설을 쓰기도 했다.
- 2020년 영화 《남산의 부장들》은 이 사건을 바탕으로 그린 우민호 감독의 영화다.
- 1993년에 방영된 《그것이 알고싶다》와 2020년에 방영된 《이규연의 스포트라이트》는 관한 10·26 사건을 재구성한 탐사보도 프로그램이다.
- 1992년 북한의 영화 《민족과 운명》에서는 10·26 사건을 그리고 있다.
- 1990년 중국의 영화 《1979년 세계의 큰 살인 사건》(1979世界大血案)에서는 10·26 사건을 그리고 있다.
- 2020년 5월에 방영된 JTBC의 탐사보도 프로그램인 《이규연의 스포트라이트》 은 10·26 사건 당시 재판 테이플 입수해 최초로 육성을 공개하며 사건을 재구성했다. - 243회 《발굴! 그때 그 목소리》  - 244회 《최초 발굴!10·26과 전두환》 - 265회 《10·26과 남산의 부하들》
- 2024년 영화 《행복의 나라》는 이 사건을 바탕으로 그린 추창민 감독의 영화다.

## 기타
- 경기도 광주시에 김재규의 묘지가 있다.[78]

## 같이 보기
| - 10월 유신 - 9·28 사건 - 12.12 군사 반란 - 5.17 쿠데타 - 박정희 - 김재규 - 차지철 - 심수봉 - 제4공화국 - 최규하 - 전두환 | - 김영삼 - 최규하 정부 - 중앙정보부 - 대통령 경호실 - 아웅산 묘소 폭탄테러 사건 - 송진우 피살 사건 - 장덕수 피살 사건 - 안공근 피살 사건 - 김립 피살 사건 - 그때 그사람들 - 중정부장 |

## 참고 자료
- 십이륙사태, 《한국민족문화대백과》, 한국학중앙연구원
- 10·26 주범 김재규 유언록, 《신동아》, 1998.11.